# Censo de Palestina (1931)

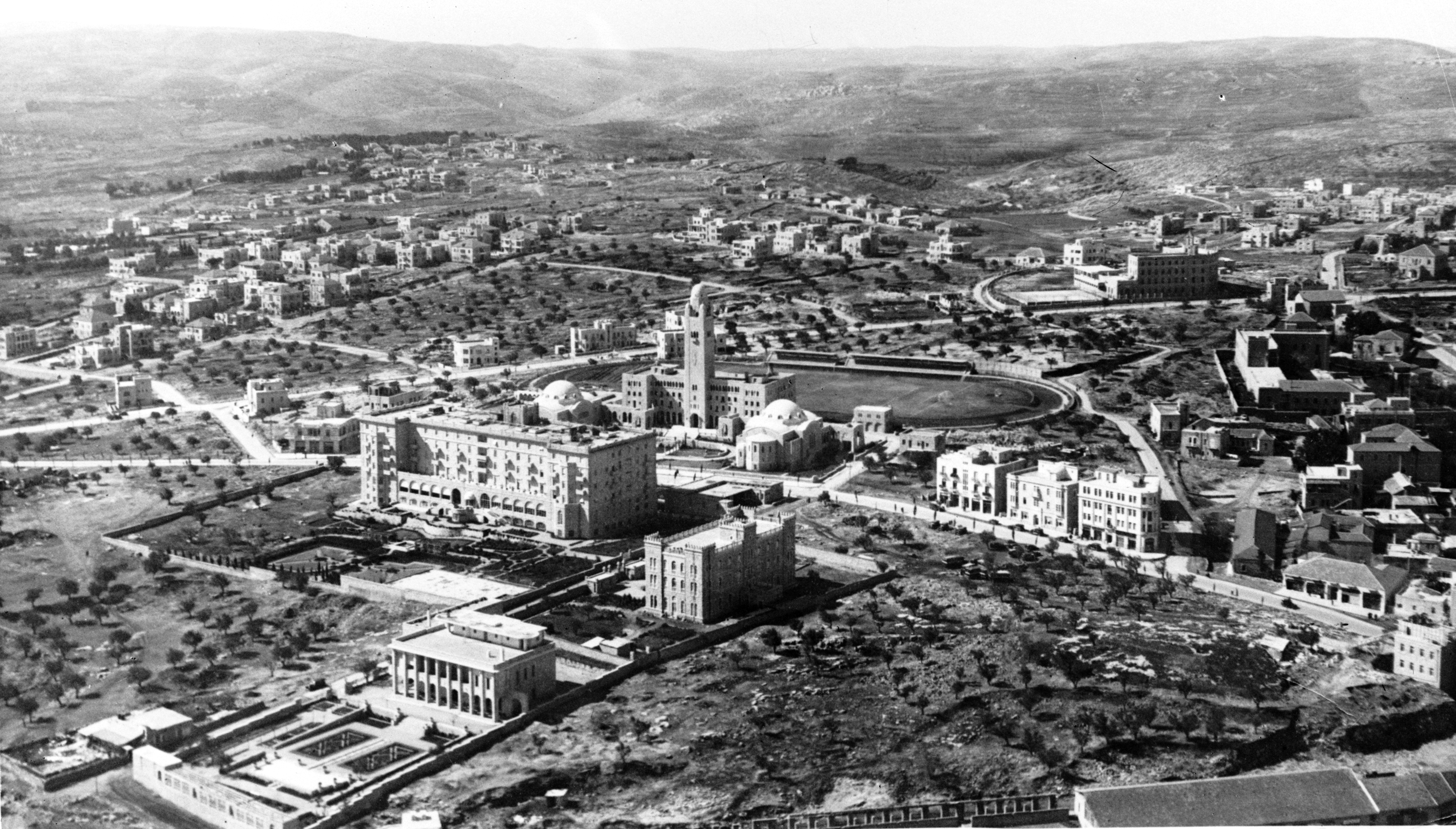
Jerusalén, 1931

El censo de Palestina de 1931 fue el segundo censo llevado a cabo por las autoridades del Mandato británico de Palestina.  Fue realizado el 18 de noviembre de 1931 bajo la dirección del Mayor E. Mills, como continuación del censo de Palestina de 1922 tratándose del último censo desarrollado en la región por la administración británica.
El censo registró una población total de 1.035.821  (1.033.314 si se excluyen las fuerzas del ejército británico), un aumento del 36,8% con respecto al censo de 1922, momento desde el que la población judía había aumentado en un 108,4%.
La división por credos de la población era la siguiente: 759.717 musulmanes (73,3%), 174.610 judíos (16,85%), 91.398 cristianos (8,8%), 9.148 drusos (0,9%), 350 bahaíes, 182 samaritanos y 421 bajo la etiqueta "ninguna religión". Como ya sucediera en el censo de 1922, los nómadas beduinos del distrito sur supusieron una dificultad añadida dada su reticencia a cooperar.  Se realizaron estimaciones de cada tribu por parte de los agentes de la administración de distrito, basándose en la observación de los pobladores locales. Así pues, en el total de 759.717 musulmanes se incluían 66.553 beduinos calculados por este método. El número de fuerzas británicas estacionadas en Palestina en 1931 rondaba los 2500 efectivos.

## Publicaciones
El Gobierno de Palestina publicó tres volúmenes con datos derivados del censo, editados por el Superintendente del Censo y Ayudante del Secretario en Jefe, E. Mills.
- Censo de Palestina 1931.  Población de pueblos, ciudades y áreas administrativas. Jerusalén, 1932 (120 páginas).
- Censo de Palestina 1931, Volumen I. Palestina Parte I, Informe. Alejandría, 1933 (349 páginas).
- Censo de Palestina 1931, Volumen II. Palestina, Parte II, Tablas.  Alejandría, 1933 (595 páginas).